# Ерміт перуанський
Ермі́т перуанський (Phaethornis stuarti) — вид серпокрильцеподібних птахів родини колібрієвих (Trochilidae). Мешкає в Перу і Болівії.

## Опис
Довжина птаха становить 9-10 см, вага 2-3 г. Верхня частина тіла тьмяно-зелена, надхвістя рудувато-коричневе. Через очі ідуть широкі темні смуги, над очима білі "брови", під дзьобом білі "вуса". Горло білувате, нижня частина тіла коричнева або рудувато-коричнева. Стернові пера загострені, поцятковані білуватими або охристими плямками. У самців на грудях є чорна смуга. Дзьоб довгий, вигнутий, чорний, знизу біля основи жовтий.

## Поширення і екологія
Перуанські ерміти мешкають в передгір'ях на схід від Анд, від центрального Перу (на південь від Паско) до центральної Болівії (на південь до Кочабамби). Вони живуть у вологих тропічних лісах та на узліссях, на висоті від 500 до 1050 м над рівнем моря. Ведуть переважно осілий спосіб життя. Живляться нектаром квітів, а також дрібними комахами, яких збирають з павутиння.